# Táp
Táp è un comune di 722 abitanti situato nella contea di Győr-Moson-Sopron, nell'Ungheria nordoccidentale.